# Сент (округ)
Сент (фр. Saintes) — округ (фр. Arrondissement) во Франции, один из округов в регионе Новая Аквитания. Департамент округа — Шаранта Приморская. Супрефектура — Сент.
Население округа на 2006 год составляло 119 875 человек. Плотность населения составляет 78 чел./км². Площадь округа составляет всего 1546 км².

## Территориальное деление
Округ разделён на 9 кантонов:
- Бюри
- Жемозак
- Коз
- Понс
- Сен-Поршер
- Сент-Восток
- Сент-Запад
- Сент-Север
- Сожон